# ويليام ماريون رامزي
ويليام ماريون رامزي (بالإنجليزية: William Marion Ramsey)‏ هو محامي وقاضي وسياسي أمريكي، ولد في 25 ديسمبر 1846 بآيوا في الولايات المتحدة، وتوفي في 15 سبتمبر 1937 بأوريغون في الولايات المتحدة.